# رابی فاولر
رابی فاولر (به انگلیسی: Robbie Fowler) زادهٔ ۹ آوریل ۱۹۷۵ میلادی، بازیکن سابق و مربی فوتبال اهل انگلستان متولد بخش تاکستث لیورپول است. درخشان‌ترین روزهای بازی او در لیورپول بود که او را مبدل به ششمین گلزن برتر تاریخ لیگ برتر انگلستان کرده‌است. فاولر در مجموع ۱۸۳ گل برای لیورپول به ثمر رسانده که ۱۲۸ تا از آنها در لیگ برتر بوده (در مجموع ۱۶۲ گل در لیگ برتر به ثمر رساند). او پس از لیورپول در لیدز یونایتد، منچستر سیتی و بلکبرن در لیگ برتر بازی کرد و سپس در ژانویه سال ۲۰۰۶ به لیورپول بازگشت. هواداران لیورپول در دوران بازی فاولر در این باشگاه به وی لقب خدا را داده بودند.
او پس از یک سال و نیم باشگاه را ترک کرد و به کاردیف سیتی پیوست. هرچند کاردیف مایل بود دستمزد قرارداد او را در ازای بازی تمدید کند اما فاولر نپذیرفت و با قراردادی سه‌ماهه به بلکبرن پیوست. از دسامبر ۲۰۱۰ به بعد او در استرالیا و تایلند سال‌های پایانی فوتبال خود را گذراند.

## آمار دوران حرفه‌ای
| باشگاهی  | باشگاهی                 | باشگاهی           | لیگ  | لیگ | جام               | جام               | سایر جام‌ها  | سایر جام‌ها  | قاره           | قاره           | مجموع | مجموع |
| فصل      | باشگاه                  | لیگ               | بازی | گل  | بازی              | گل                | بازی        | گل          | بازی           | گل‌             | بازی  | گل‌    |
| انگلستان | انگلستان                | انگلستان          | لیگ  | لیگ | جام حذفی انگلستان | جام حذفی انگلستان | کارلینگ کاپ | کارلینگ کاپ | اروپا          | اروپا          | مجموع | مجموع |
| -------- | ----------------------- | ----------------- | ---- | --- | ----------------- | ----------------- | ----------- | ----------- | -------------- | -------------- | ----- | ----- |
| ۱۹۹۳–۹۴  | لیورپول                 | لیگ برتر انگلستان | ۲۸   | ۱۲  | ۱                 | ۰                 | ۵           | ۶           | ۰              | ۰              | ۳۴    | ۱۸    |
| ۱۹۹۴–۹۵  | لیورپول                 | لیگ برتر انگلستان | ۴۲   | ۲۵  | ۷                 | ۲                 | ۸           | ۴           | ۰              | ۰              | ۵۷    | ۳۱    |
| ۱۹۹۵–۹۶  | لیورپول                 | لیگ برتر انگلستان | ۳۸   | ۲۸  | ۷                 | ۶                 | ۴           | ۲           | ۴              | ۰              | ۵۳    | ۳۶    |
| ۱۹۹۶–۹۷  | لیورپول                 | لیگ برتر انگلستان | ۳۲   | ۱۸  | ۱                 | ۱                 | ۴           | ۵           | ۷              | ۷              | ۴۴    | ۳۱    |
| ۱۹۹۷–۹۸  | لیورپول                 | لیگ برتر انگلستان | ۲۰   | ۹   | ۱                 | ۰                 | ۴           | ۳           | ۳              | ۱              | ۲۸    | ۱۳    |
| ۱۹۹۸–۹۹  | لیورپول                 | لیگ برتر انگلستان | ۲۵   | ۱۴  | ۲                 | ۱                 | ۲           | ۱           | ۶              | ۲              | ۳۵    | ۱۸    |
| ۱۹۹۹–۰۰  | لیورپول                 | لیگ برتر انگلستان | ۱۴   | ۳   | ۰                 | ۰                 | ۰           | ۰           | ۰              | ۰              | ۱۴    | ۳     |
| ۲۰۰۰–۰۱  | لیورپول                 | لیگ برتر انگلستان | ۲۷   | ۸   | ۵                 | ۲                 | ۵           | ۶           | ۱۱             | ۱              | ۴۸    | ۱۷    |
| ۲۰۰۱–۰۲  | لیورپول                 | لیگ برتر انگلستان | ۱۰   | ۳   | ۰                 | ۰                 | ۰           | ۰           | ۷              | ۱              | ۱۷    | ۴     |
| ۲۰۰۱–۰۲  | لیدز یونایتد            | لیگ برتر انگلستان | ۲۲   | ۱۲  | ۱                 | ۰                 | ۰           | ۰           | ۰              | ۰              | ۲۳    | ۱۲    |
| ۲۰۰۲–۰۳  | لیدز یونایتد            | لیگ برتر انگلستان | ۸    | ۲   | ۱                 | ۰                 | ۰           | ۰           | ۱              | ۰              | ۱۰    | ۲     |
| ۲۰۰۲–۰۳  | منچستر سیتی             | لیگ برتر انگلستان | ۱۳   | ۲   | ۰                 | ۰                 | ۰           | ۰           | ۰              | ۰              | ۱۳    | ۲     |
| ۲۰۰۳–۰۴  | منچستر سیتی             | لیگ برتر انگلستان | ۳۱   | ۷   | ۴                 | ۱                 | ۲           | ۱           | ۴              | ۱              | ۴۱    | ۱۰    |
| ۲۰۰۴–۰۵  | منچستر سیتی             | لیگ برتر انگلستان | ۳۱   | ۱۰  | ۰                 | ۰                 | ۱           | ۱           | ۰              | ۰              | ۳۲    | ۱۱    |
| ۲۰۰۵–۰۶  | منچستر سیتی             | لیگ برتر انگلستان | ۴    | ۱   | ۱                 | ۳                 | ۰           | ۰           | ۰              | ۰              | ۵     | ۴     |
| ۲۰۰۵–۰۶  | لیورپول                 | لیگ برتر انگلستان | ۱۴   | ۵   | ۰                 | ۰                 | ۰           | ۰           | ۲              | ۰              | ۱۶    | ۵     |
| ۲۰۰۶–۰۷  | لیورپول                 | لیگ برتر انگلستان | ۱۶   | ۳   | ۱                 | ۰                 | ۳           | ۲           | ۴              | ۲              | ۲۳    | ۷     |
| ۲۰۰۷–۰۸  | کاردیف سیتی             | چمپیونشیپ         | ۱۳   | ۴   | ۰                 | ۰                 | ۳           | ۲           | ۰              | ۰              | ۱۶    | ۶     |
| ۲۰۰۸–۰۹  | بلکبرن                  | لیگ برتر انگلستان | ۳    | ۰   | ۰                 | ۰                 | ۳           | ۰           | ۰              | ۰              | ۶     | ۰     |
| مجموع    | England                 | England           | ۳۹۱  | ۱۶۶ | ۳۱                | ۱۶                | ۴۴          | ۳۳          | ۴۵             | ۱۵             | ۵۱۱   | ۲۳۰   |
| استرالیا | استرالیا                | استرالیا          | لیگ  | لیگ | Cup               | Cup               | لیگ کاپ     | لیگ کاپ     | اقیانوسیه/آسیا | اقیانوسیه/آسیا | مجموع | مجموع |
| ۲۰۰۹–۱۰  | نورث کویینزلند فری      | ای-لیگ            | ۲۶   | ۹   | ۰                 | ۰                 | ۰           | ۰           | ۰              | ۰              | ۲۶    | ۹     |
| ۲۰۱۰–۱۱  | باشگاه فوتبال پرث گلوری | ای-لیگ            | ۲۸   | ۹   | ۰                 | ۰                 | ۰           | ۰           | ۰              | ۰              | ۲۶    | ۹     |
| مجموع    | Australia               | Australia         | ۵۴   | ۱۸  | ۰                 | ۰                 | ۰           | ۰           | ۰              | ۰              | ۵۴    | ۱۸    |
| تایلند   | تایلند                  | تایلند            | لیگ  | لیگ | Queen's Cup       | Queen's Cup       | لیگ کاپ     | لیگ کاپ     | آسیا           | آسیا           | مجموع | مجموع |
| ۲۰۱۱     | موانتگتونگ یونایتد      | لیگ برتر تایلند   | ۶    | ۱   | ۰                 | ۰                 | ۰           | ۰           | ۲              | ۰              | ۸     | ۱     |
| مجموع    | تایلند                  | تایلند            | ۶    | ۱   | ۰                 | ۰                 | ۰           | ۰           | ۲              | ۰              | ۸     | ۱     |
| کل دوره  | کل دوره                 | کل دوره           | ۴۵۱  | ۱۸۵ | ۳۱                | ۱۶                | ۴۴          | ۳۳          | ۴۷             | ۱۵             | ۵۷۳   | ۲۴۹   |

### گل‌های ملی
به روز شده تا تاریخ ۲۸ ژانویه ۲۰۰۸.
| #  | تاریخ          | محل برگزاری | میهمان  | نتیجه | نتیجه | مسابقه                 |
| -- | -------------- | ----------- | ------- | ----- | ----- | ---------------------- |
| ۱. | ۲۹ مارس ۱۹۹۷   | لندن        | مکزیک   | ۲–۰   | برد   | بازی دوستانه           |
| ۲. | ۱۵ نوامبر ۱۹۹۷ | لندن        | کامرون  | ۲–۰   | برد   | بازی دوستانه           |
| ۳. | ۳۱ می ۲۰۰۱     | لندن        | اوکراین | ۲–۰   | برد   | بازی دوستانه           |
| ۴. | ۲۵ می ۲۰۰۱     | شهر دربی    | مکزیک   | ۴–۰   | برد   | بازی دوستانه           |
| ۵. | ۵ سپتامبر ۲۰۰۱ | نیوکاسل     | آلبانی  | ۲–۰   | برد   | مقدماتی جام جهانی ۲۰۰۲ |
| ۶. | ۲۷ مارس ۲۰۰۲   | لیدز        | ایتالیا | ۱–۲   | باخت  | بازی دوستانه           |
| ۷. | ۲۶ می ۲۰۰۲     | کوبه، ژاپن  | کامرون  | ۲–۲   | مساوی | بازی دوستانه           |

## آمار سرمربی گری
| تیم               | کشور   | از              | تا           | رکورد | رکورد | رکورد | رکورد | رکورد |
| تیم               | کشور   | از              | تا           | بازی  | برد   | مساوی | باخت  | برد%  |
| ----------------- | ------ | --------------- | ------------ | ----- | ----- | ----- | ----- | ----- |
| موانگتونگ یونایتد | تایلند | ۳۰ سپتامبر ۲۰۱۱ | ۱ فوریه ۲۰۱۲ | ۱۵    | ۷     | ۴     | ۴     | ۰۴۷   |

## افتخارات

### به عنوان بازیکن
لیورپول
- جام حذفی: ۲۰۰۰–۲۰۰۱
- جام اتحادیه: ۱۹۹۴–۱۹۹۵، ۲۰۰۰–۲۰۰۱
- جام خیریه: ۲۰۰۰–۲۰۰۱
- جام یوفا: ۲۰۰۰–۲۰۰۱
- سوپر جام اروپا: ۲۰۰۰–۲۰۰۱

تیم ملی انگلیس
- مسابقات زیر ۱۹ سال اروپا: ۱۹۹۳

### شخصی
- بازیکن جوان سال پی اف ای: (۲ بار) ۱۹۹۵ ٫ ۱۹۹۶
- جایزه آلن هارداکر: ۲۰۰۱
- بهترین بازیکن ماه لیگ برتر: دسامبر ۱۹۹۵ ٫ ژانویه ۱۹۹۶
- کفش طلای باشگاه پرث گلوری: ۲۰۱۱